# 菊田裕樹
菊田裕树（1962年8月29日－）是日本游戏音乐作曲家与游戏设计师。他主要作品为《圣剑传说2》、《圣剑传说3》、《双界仪》和《修道院之谜》的配乐，同时他还是最后一个游戏的制作人兼概念设计师。他还为其它七款游戏谱曲，并担任未发行大型多人在线角色扮演游戏（MMORPG）《超武侠大战》的概念设计师兼作曲。他早年就对音乐萌生兴趣，但在关西大学获得了宗教研究、哲学和文化人类学学位。在进入史克威尔工作前，他曾干了几年漫画插画，以及动画连续剧谱曲工作。
在完成他最早知名的三个原声后，他建立了自己的电子游戏制作公司Sacnoth，并担任总裁兼CEO。在完成《修道院之谜》的制作与配乐后，他离开公司成为自由作曲家。在建立自己的唱片公司Norstrilia后，他开始发行自己或与其他艺术家合作的作品辑，以及他之前的配乐。他的音乐在2009年德国科隆“交响奇幻音乐会”等多场音乐会上演奏，并收录于钢琴谱书籍中发行。

## 传记

### 早年生活
菊田生于日本爱知县。在十岁那年听到爱默生、雷克与帕玛的歌曲后，他开始对音乐萌生兴趣。他在两年后听过乡村布鲁斯音乐后，开始自己编写歌曲；这激励他学习吉他，编写自己的歌曲，希望有朝一日能成为歌手/歌曲作家。他在孩童时期还受到电影音乐的启发。但直到他获得合成器，他才开始感觉到他有成为作曲家的潜力。菊田在1981年至1984年间，从关西大学修得宗教研究、哲学和文化人类学的跨学科学位。他从未接受任何形式的正规音乐训练，而是通过阅读音乐理论书籍，聆听各种流派音乐来自学。
在从关西大学毕业后，菊田首先成为一名漫画插画师，之后又成为动画作曲家。他以笔名“结城二十六”完成了漫画《Raven》。在担任动画作曲家期间，他为《罗宾汉大冒险》和《白雪姬的传说》等动画创作了配乐。1991年，菊田以作曲者身份被史克威尔（今史克威尔艾尼克斯）聘用。在被第一选择日本Falcom拒绝后，他不抱希望的去史克威尔应聘，因为申请工作的人很多，而且他从未玩过该公司的游戏。但在面试中，植松伸夫被他们共同喜爱的前卫摇滚吸引，并从百余名应聘者中选择了他。他最初负责《最终幻想IV》的调试，以及创作《浪漫沙加》的音效，因为史克威尔没有足够的游戏开发项目，所以无法为这些新员工分配新工作，但菊田很快就获得了原声谱曲工作。

### 职业生涯
他在史克威尔就职的七年间，只为三部游戏谱过曲：超级任天堂的《圣剑传说2》和《圣剑传说3》，以及PlayStation的《双界仪》。菊田称他有原声谱曲的完全自由，因为在如何谱写音乐上，他完全没有得到任何指示，他在游戏设计结束前开始创作音乐。这种自由得益于，植松独立于开发人员，以公司独立部门的方式运转音乐团队。菊田是接替圣剑传说系列首作《圣剑传说 ～最终幻想外传～》作曲者伊藤贤治的首选，伊藤因忙于《浪漫沙加》原声等任务，而被迫放弃该项目。和当时大多数游戏作曲家使用预制的乐器MIDI样本不同，菊田使用了自己制作，符合超级任天堂硬件功能的MIDI样本。这样一来，他就能确切知道曲目在系统硬件上的发声如何，而无需处理原始MIDI样本和超级任天堂之间的音频硬件差异菊田每天几乎24小时呆在办公室中处理配乐，并交替的谱曲与剪辑。《圣剑传说2》有一张编曲专辑《圣剑传说2 玛娜之谜》，其中只有一首50分钟的曲目，曲目由如同瀑布声、鸟鸣声、手机声的“实验性”音效组成。
在《圣剑传说3》中，因有音频程序员铃木秀范协助，菊田得以谱写比《圣剑传说2》多三倍多的乐曲。到了PlayStation平台的《双界仪》，菊田可以专注于现场音乐的创作，而不必像在超级任天堂平台那样，为让音乐文件适应游戏卡而调整合成仪器。他使用更强的音频处理能力发展其音乐创作，如使用日本歌手以难以理解的泰语和马来西亚语演唱的歌曲。但是游戏本身并不成功，菊田决定，他想更直接的控制他下个工作的计划。
在《双界仪》完成后，菊田离开史克威尔创办了电子游戏开发公司Sacnoth，并在1998年至1999年担任总裁兼CEO。公司在此期间创作了PlayStation游戏《修道院之谜》；菊田担任概念设计师、游戏企划、编剧、制作人与作曲。他的电子游戏设计理念是，最好的项目应该由有限的人设计整体体验并做出关键决策。他尝试以这种理念创作《修道院之谜》，并试图带给项目“偏执式激情”的感觉，他称他阅读过百余本英国历史书籍，并带领设计团队前去威尔士研究这个国家。游戏于1999年12月发行，游戏的战斗系统获得批评，但内容、美术设计和音乐获得赞扬。菊田不久后离开Sacnoth母公司易名为Nautilus，并继续开发包括暗影之心系列在内的四部游戏，直到2007年关闭。
2001年3月，菊田建立了以同名小说命名的公司Norstrilia。该公司为他的四人唱片公司，并发行他的专辑。在接下来的几年间，他像艾尼克斯提议中文MMORPG《超武侠大战》，并担任游戏概念设计师、游戏企划和作曲。因艾尼克斯和中方公司就游戏维护产生分歧，在2004年游戏中止开发，再也没有发行。之后他又六部游戏，如成人视觉小说《空之色，水之色》和MMORPG《魔力宝贝II》。这些游戏大多没有在日本以外发行，菊田参与，在北美和欧洲发行的游戏唯有《圣剑传说2》和《双界仪》。
菊田在2006年发行了首张原创音乐专辑《Lost Files》。专辑收录了菊田在史克威尔首次申请谱曲工作时，呈交的FC游戏机音源样本唱片。在2007年8月他发行了第二张原创专辑《Alphabet Planet》。他还与其它歌手或演员合作谱写了三张专辑和两首单曲。接下来的2010年春，他发行了另一张原创作品专辑《Tiara》。

## 影响
《圣剑传说2》中的一首曲目由东京交响乐团在1993年的第三场管弦游戏音乐会上演奏，而1996年的第五场则演奏了《圣剑传说3》的音乐。2007年在德国莱比锡举办的第五场交响游戏音乐会中同样演奏了《圣剑传说2》的音乐。在2009年9月科隆，由交响游戏音乐会系列创办人出品，阿尼·罗斯指挥的交响幻想音乐会上，演奏了一曲由《圣剑传说2》四分之一音乐组成的音乐。
圣剑传说系列有两本钢琴谱编辑书出品，分别题为《圣剑传说精选钢琴独奏乐谱（第一版）》和《第二版》，其中收录了《圣剑传说2》和《圣剑传说3》的歌曲。两书全部歌曲都由丹羽麻子为初至中级钢琴独奏者改写，并尽可能保证和原作听觉效果相近。菊田的一些作品还出现在日本同人重混网站，以及OverClocked ReMix等英文重混网站上。菊田点名提到称他爱听OverClocked ReMix上的这些作品。

## 音乐风格与所受影响
菊田认为作曲“就如呼吸”一般自然。他认为相比于设计与创作电子游戏，这是他的“天职”，他称设计与创作游戏是的“愿望”，并认为这较作曲而言很困难。菊田不担心他作曲的音乐风格，认为这只是一个工具或手段。因此他的音乐经常将各种风格结合在一起。他从所见事物——特别是旅游——中获得音乐创作灵感；他将《圣剑传说2》和《圣剑传说3》大部分音乐意象归因于斐济数岛旅行的启发。菊田称，他作曲的主要目标并非艺术至上主义的“纯粹艺术”，而是娱乐听众。他并没有受其他电子游戏作曲家的影响，但他称他钦佩曾同在史克威尔工作的崎元仁。他称平克·弗洛伊德是唯一对他影响最大的人，而吉他手艾伦·霍尔兹沃思是他最想合作的艺术家。菊田最喜欢的音乐是他谱曲的《魔力宝贝2》主题曲。

## 音乐作品
| 动画     | 动画                                   | 动画                                  | 动画                       |
| 年份     | 作品                                   | 职务                                  | 合作者                     |
| -------- | -------------------------------------- | ------------------------------------- | -------------------------- |
| 1990     | 罗宾汉的冒险                           | 作曲                                  |                            |
| 1990     | 白雪姬的传说                           | 作曲                                  |                            |
| 电子游戏 |                                        |                                       |                            |
| 年份     | 作品                                   | 职务                                  | 合作者                     |
| 1992     | 浪漫沙加                               | 音效                                  |                            |
| 1993     | 圣剑传说2                              | 作曲/编曲                             |                            |
| 1995     | 圣剑传说3                              | 作曲/编曲                             |                            |
| 1998     | 双界仪                                 | 作曲/编曲                             |                            |
| 1999     | 修道院之谜                             | 作曲/编曲/概念设计/游戏企划/编剧/制作 |                            |
| 2004     | 空之色，水之色                         | 作曲/编曲                             |                            |
| 2004     | 超武侠大战（取消）                     | 作曲/编曲/概念设计/游戏企划           |                            |
| 2005     | Sakura Relaxation                      | 作曲/编曲                             |                            |
| 2005     | Nidzuma wa Sailor Fuku                 | 作曲/编曲                             |                            |
| 2006     | Tennin-So Kitan                        | 作曲                                  |                            |
| 2006     | Kaijinki                               | 作曲                                  |                            |
| 2007     | 魔力宝贝2                              | 作曲/编曲                             | 伊藤贤治                   |
| 2010     | 光明之心                               | 作曲/编曲                             |                            |
| 2012     | 剑魂V                                  | 作曲/编曲                             |                            |
| 2012     | 恶魔乐章                               | 作曲/编曲                             | 其他多人                   |
| 2014     | 圣剑传说 玛娜崛起                      | 作曲/编曲                             | 伊藤贤治、下村阳子、关户刚 |
| 其他作品 |                                        |                                       |                            |
| 年份     | 作品                                   | 职务                                  | 合作者                     |
| 1993     | 圣剑传说2 玛娜之谜                     | 编曲                                  |                            |
| 2006     | Lost Files                             | 编曲                                  |                            |
| 2006     | 天人草奇譚                             | 作曲/编曲                             |                            |
| 2006     | 海神記                                 | 作曲/编曲                             |                            |
| 2007     | Alphabet Planet                        | 作曲                                  |                            |
| 2008     | In the Sky on the Water                | 作曲/编曲                             |                            |
| 2008     | Love Relaxation                        | 作曲/编曲                             | 加纳薰                     |
| 2008     | Nice Life as Wife                      | 作曲/编曲                             | 中山美                     |
| 2009     | 怒首領蜂大往生 编曲专辑                | 编曲                                  | 其他多人                   |
| 2010     | Tiara                                  | 作曲/编曲                             |                            |
| 2010     | 東方零響奇譚 ～ Sophisticated Insanity | 作曲/编曲                             |                            |
| 2011     | 東方零響奇譚 ～ Scarlet Bloodbath      | 作曲/编曲                             | many others                |